# Kepon typus
Kepon typus är en kräftdjursart som beskrevs av Georges Louis Duvernoy 1841. Kepon typus ingår i släktet Kepon och familjen Bopyridae. Inga underarter finns listade i Catalogue of Life.